# Martinho de Haro
Martinho de Haro (São Joaquim, 11 de novembro de 1907 — Florianópolis, 23 de maio de 1985) foi um pintor de paisagens, desenhista e muralista brasileiro.
Filho de Antônio Haro dos Anjos e Sílvia Brazil, naturais de Santa Catarina.Foram seus avós paternos, Leovezildo Pereira dos Anjos e Celina Lopes e Haro, e maternos, Antônio M. Feirreira Brazil e Anna Maria Rabello. Em 1938, casou-se com Maria Palma. Pai do também pintor Rodrigo de Haro.

## Carreira
Iniciou-se na pintura em 1920, em Lages, município do estado de Santa Catarina, e expôs individualmente pela primeira vez no Conselho Municipal de Florianópolis, em 1926.
Como bolsista do governo catarinense, estudou na Escola Nacional de Belas Artes (Enba), no Rio de Janeiro, de 1927 a 1937, tendo aulas com Cunha Melo e Rodolfo Chambelland. Trabalhou como auxiliar de João Timóteo na decoração da Igreja de Nossa Senhora da Pompéia, em 1930, e de Eliseu Visconti na execução do panneau do Theatro Municipal do Rio de Janeiro, de 1930 a 1935.
Na Escola Nacional de Belas Artes, recebeu Medalha de Ouro em pintura e medalha de Bronze em escultura, assim como os seus conterrâneos Victor Meirelles e José Silveira D’Ávila. 
Ainda na década de 1930 frequentou o curso de pintura de Henrique Cavalleiro e o Núcleo Bernardelli; viajou à França, onde estudou com Otto Friez na Academie de La Grande Chaumiere de Paris, em 1938. Devido ao início da segunda guerra, retornou a São Joaquim em 1939, ali permanecendo até 1944, quando mudou-se para Florianópolis.
Em 1964, Martinho de Haro criou três mosaicos em Lages, na Escola de Educação Básica de Lages..

## Exposições individuais
- 1926 - Primeira individual, no Conselho Municipal de Florianópolis (Florianópolis)
- 1952 - Individual, no Colégio Dias Velho (Florianópolis)
- 1963 - Individual, no Palácio das Diretorias (Florianópolis)
- 1967 - Individual, na Redação do jornal O Estado (Florianópolis)
- 1970 - Individual, na Galeria Seta (São Paulo)
- 1972 - Individual, na Galeria Chica da Silva (Rio de Janeiro)
- 1972 - Individual, na Galeria Aliança Francesa (Rio de Janeiro)
- 1974 - Individual, na Galeria da Praça (Rio de Janeiro)
- 1975 - Individual, na Galeria de Arte do Studio A2 (Florianópolis)
- 1977 - Individual, na Trevo Galeria de Arte (Rio de Janeiro)
- 1978 - Individual, na Galeria Ceisa Center (Florianópolis)
- 1982 - Individual, na Galeria Lescaux (Florianópolis)